# 司马幼之
司马幼之（516年—？），字季庆，河内郡温县（今河南省焦作市温县）人，出自云中司马氏，东魏、北齐、北周、隋朝官员。

## 生平
司马幼之的大哥司马世云投靠叛贼侯景时，司马幼之作为司马世云要服齐衰杖期得我亲属本应该被诛杀。因为司马幼之和兄弟们都有才学，被朝廷爱惜，高澄又因为司马子如的的老关系，特意赦免他们的死罪把他们流放到东魏北方边境的军镇。高洋继承霸府，司马幼之和兄弟们得以返回。司马幼之清贞有素行，年轻历任显位。在北齐历任大丞相主簿、阳平郡太守，封平遥县开国子，后转任通直散骑常侍、骠骑大将军、吏部侍郎，担任出使周、陈二国使。天统三年（567年）夏四月癸丑，北齐太上皇帝高湛诏命兼散骑常侍司马幼之使于陈朝。陈废帝光大元年（567年）四月癸丑，齐使散骑常侍司马幼之到南陈来聘。司马幼之出使南陈时，同僚给事黄门侍郎卢思道特作《赠别司马幼之南聘诗》。北周建德六年（577年），周武帝率军攻下邺城，北齐灭亡。司马幼之和阳休之、袁聿修、李祖钦、元修伯、崔达拏、源彪、李若、李元操、卢思道、顏之推、李德林、陆乂、薛道衡、元行恭、辛德源、王劭、陆开明等十八人随周武帝西行入长安。隋朝开皇年间，司马幼之官至眉州刺史。

## 家庭

### 祖父母
- 司马兴龙，北魏鲁阳郡太守
- 略阳垣氏，北魏武威郡太守垣通第二女，垣南姿二姑[1]

### 父母
- 司马纂，北魏追赠岳州刺史
- 垣南姿，北魏武威郡太守垣通孙女，平北司马垣叡之女[1]

### 兄弟姐妹
- 司马世云，东魏卫将军、颍州刺史
- 司马膺之，北齐仪同三司、金紫光禄大夫、须昌县公
- 司马子瑞，北齐祠部尚书、温县文节伯
- 司马季冲，北周左中郎将

### 夫人
- 范阳卢氏，都官尚书卢道虔之女[1]

### 子女
- 司马刚器[1]
- 司马文应[1]
- 司马德璋，隋朝著作佐郎、修国史、祠部郎中、常州司马、武安郡丞